# Poljica (gmina Marina)
Poljica – wieś w Chorwacji, w żupanii splicko-dalmatyńskiej, w gminie Marina. W 2011 roku liczyła 681 mieszkańców.